# موجبه جزئیه
'''موجبه جزئیه''' به قضیه ای گفته می‌شود که کم آن جزئی و کیف آن مثبت است. مانند «برخی انسان‌ها زن هستند.» سور موجبه جزئیه «برخی»، «بعضی»، «بسیاری»، «اندکی» و … است.